# Rally 'Round the Flag, Boys!
Rally 'Round the Flag, Boys! is een Amerikaanse filmkomedie uit 1958 onder regie van Leo McCarey. Het scenario is gebaseerd op de gelijknamige roman uit 1957 van de Amerikaanse auteur Max Shulman. Destijds werd de film in Nederland uitgebracht onder de titel Een dansje om het dundoek.

## Verhaal
Harry Bannerman is een zakenman uit Connecticut. Zijn vrouw Grace staat erop om elke vergadering van het plaatselijke burgercomité bij te wonen. Als de regering hun stad kiest als locatie voor een nieuwe raketbasis, sluit Grace zich aan bij een protestbeweging om de bouw ervan te voorkomen. Zo komt Harry in de problemen.

## Rolverdeling
| Acteur          | Personage                |
| --------------- | ------------------------ |
| Paul Newman     | Harry Bannerman          |
| Joanne Woodward | Grace Bannerman          |
| Joan Collins    | Angela Hoffa             |
| Jack Carson     | Kapitein Hoxie           |
| Dwayne Hickman  | Grady Metcalf            |
| Tuesday Weld    | Comfort Goodpasture      |
| Gale Gordon     | Brigadegeneraal Thorwald |
| Tom Gilson      | Korporaal Opie           |
| O.Z. Whitehead  | Isaac Goodpasture        |